# Шлибен
Шлибен (нем. Schlieben), луж. Сливин — город в Германии, в земле Бранденбург.
Входит в состав района Эльба-Эльстер. Подчиняется управлению Шлибен. Население составляет 2665 человек (на 31 декабря 2010 года). Занимает площадь 78,22 км². Официальный код — 12 0 62 445. Город подразделяется на 6 городских районов.
В Средние века принадлежал феодальному роду Шлибенов. 
| Год  | Население |
| ---- | --------- |
| 2005 | 2993      |
| 2010 | 2695      |